# ینگی‌آباد (ازبکستان)
یانگی‌آباد (به ازبکی: Yangiobod، ینگی‌آباد) یک شهر در ازبکستان است که در ولایت تاشکند واقع شده‌است. یانگی‌آباد ۹٬۰۰۰ نفر جمعیت دارد.